# Клоподавка
«Клопода́вка», или «Клопы́» — логическая игра между двумя или более противниками на любом клетчатом поле, вариант игры «Война вирусов». Один из игроков играет «клопами» одного цвета, второй «клопами» другого.

## Правила игры

Чёрные победили: синие полностью блокированы.

### Начало
Игра проходит на прямоугольном клетчатом поле, на листе в клетку любого размера (в официальных турнирах 10 см на 15 см). Играют от 2 до 10 игроков (в официальных турнирах 2 или 4).
У каждого игрока есть база (1 клетка), в которой стоит свой «клоп» (клопы обозначаются цветными крестиками). Они располагаются в противоположных углах листа (или на расстоянии 4-6 клеток от угла к центру). Клетки считаются граничащими как по сторонам, так и по диагонали.

### Ход
Каждый ход состоит из определённого (стандартно — 3 или 4) количества действий. За одно действие можно или поставить одного клопа в пустую клетку поля, или раздавить чужого клопа (именно поэтому игра называется «клоподавкой»). После раздавливания клопа его клетка уже никогда не может быть занята повторно.
Компонента связности раздавленных Вами клопов называется подключённой, если рядом хотя бы с одним из них есть Ваш живой клоп. Ходить можно либо рядом со своими живыми клопами, либо от своих подключённых.

### Окончание
Проигравшим считается тот, кто не может сделать ход. Происходит это вследствие того, что все клопы одного из игроков оказываются блокированы стенками из его клопов, съеденных соперником (соперниками).

## Варианты игры
В другом варианте игры цель игры заключается в уничтожении баз противника. Поскольку часто к середине игры от первоначальной базы ничего не остаётся, и более того, каждый из игроков создаёт по несколько новых баз (недоступных для противника групп клопов), выигравшим считается тот, у кого этих баз больше. В этом варианте возможны ничьи и меньшее значение имеет захват пространства.
Ещё в одном варианте игра начинается с установки штабов 2х3 клетки с противоположных сторон. На каждый ход выделяется по 8-10 действий. Живые клопы могут ставиться только на те поля, которые соединены цепочкой из своих клопов или убитых вражеских со своим штабом. Игра начинается с того, что от своего штаба в направлении противника выстраивается «дерево» из живых клопов. Так происходит до встречи с клопами врага, после чего начинается вторая часть - собственно поедание клопов врага. Важно помнить, что ставить своих клопов или поедать вражеских можно только от клетки, соединённой со своим штабом. Игра заканчивается или окружением «съеденными» клопами штаба противника, или (чаще) построением сплошного забора из съеденных Вами клопов, в результате чего противнику уже не добраться до Вашего штаба. По таким правилам тоже возможна игра более чем с двумя участниками. Например, пара на пару — при этом убитые клопы могут использоваться совместно с союзником.
Имеются также варианты игры, в которых топология поля отлична от квадрата, и является например развёрткой цилиндра или тора. В этом случае дойдя до края поля можно делать ходы с противоположной стороны.   